# 瓜薩揚縣

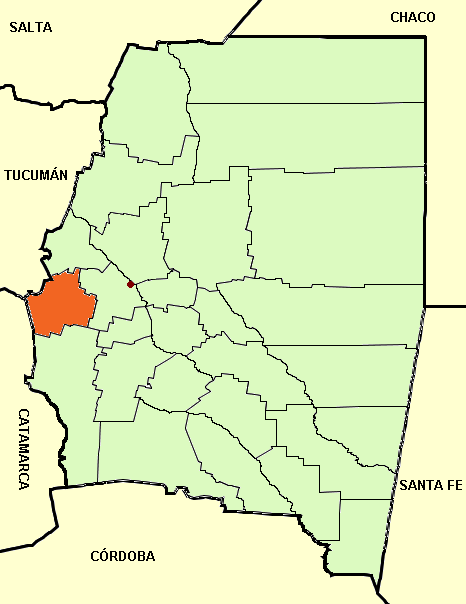

27°57′S 65°10′W / 27.950°S 65.167°W
瓜薩揚縣（西班牙語：Departamento Guasayán），是阿根廷的縣份，位於該國北部聖地亞哥-德爾埃斯特羅省，首府設於聖彼德羅，面積6,040平方公里，2010年人口38,105，人口密度每平方公里6.31人。